# Barölandet
Barölandet är en ö i Finland. Den ligger i Finska viken och i kommunen Ingå i den ekonomiska regionen  Raseborg i landskapet Nyland, i den södra delen av landet. Ön ligger omkring 64 kilometer väster om Helsingfors.
Öns area är 6,48 kvadratkilometer och dess största längd är 6 kilometer i sydväst-nordöstlig riktning.